# Enrico Compagnoni
Enrico Compagnoni (Roma, 4 ottobre 1950) è un regista, giornalista e scrittore italiano.

## Biografia
Nel 1976 lavora come Giornalista nella prima radio libera italiana: Radio Città Futura, della quale, in seguito, diventa uno dei responsabili. Nel 1979 pubblica per Rosenberg&Sellier il libro Movimento Settantasette, Storia di una lotta, con Piero Bernocchi, Paolo D'Aversa e Raffaele Striano.
Dal 1979 lavora all'Ufficio Stampa della casa di produzione cinematografica Gaumont Italia presieduta da Renzo Rossellini.
Dal 1981 è direttore di Laboratorio Cinema, società di distribuzione cinematografica di film di qualità, in associazione con diverse testate giornalistiche e la RAI TV 3. 
Dal 1987 è vice presidente della Società di produzione cine/tv Europa Cine 2000.
Negli anni successivi realizza diversi documentari e reportage in Italia, Colombia e Brasile, collaborando con i programmi Mixer di Rai 2, Samarcanda di Rai 3 e con la rubrica Insieme del TG3. Per Mixer è anche autore di due inchieste monografiche sulla riproduzione assistita e sul delitto del commissario Ammaturo. Nello stesso periodo collabora con Radio Radicale ed è corrispondente per Il Corriere di San Paolo.
Nel 1990 realizza assieme a Stefano Calanchi e Silvana Pisa La pantera, un lungometraggio sulle lotte degli studenti universitari a Roma, Bologna, Palermo e Napoli. È autore del reportage Le Dimissioni Impossibili, sulla condizione dei malati psichiatrici. Realizza il documentario Tante Televisioni per Tutti e non Tutte per Uno per il Comitato Nazionale Referendum sulla Mammì.
Dal 1995 al 2009 è inviato del programma di Rai 3 Chi l'ha visto? per il quale realizza oltre 450 servizi filmati; negli stessi anni collabora anche al programma In nome del popolo italiano e, per Rai 1, al programma Uno di notte.

### Il periodo a "Chi l'ha Visto?"
Nei quindici anni di collaborazione a Chi l'ha visto? ha realizzato importanti inchieste giornalistiche su casi di interesse nazionale. Dall'omicidio del metronotte Gianni Terra, che rischiava di finire archiviato come suicidio, all'omicidio con il cianuro di una giovane studentessa avvenuto a Roma. In questo caso l'inchiesta televisiva ha contribuito in maniera determinante alla liberazione prima, e poi all'assoluzione definitiva della giovane studentessa Daniela Stuto, accusata ingiustamente di aver avvelenato la sua amica.
L'omicidio del giovane Filippo Guarracino avvenuto a Cancún (Messico), pestato dalla polizia e lasciato morire in ospedale; in questo caso il Console Onorario e le autorità locali sostenevano che il giovane fosse invece morto per una semplice overdose. 
In questi servizi e in altri, lo scrupoloso lavoro di inchiesta ha consentito svolte importanti nelle indagini in corso, contribuendo a volte anche alla loro risoluzione. 
Ha realizzato inoltre reportage in Albania, Cecoslovacchia, Romania ed Ucraina, in Tunisia e in Marocco, in Messico, a Cuba, in Colombia e in Argentina.
Le precise ed accurate ricerche da parte del giornalista riguardo alla sparizione della logopedista Marina Di Modica, avvenuta a Torino l'8 maggio 1996, hanno contribuito ad un importante passo in avanti delle indagini, le quali hanno permesso di collegare la scomparsa della quarantenne con quella di un'altra donna svanita nel nulla sette anni prima, Camilla Bini, collega ed amica del filatelico Paolo Stroppiana, condannato dalla Corte d'Appello di Torino ad una pena di quattordici anni di reclusione per omicidio preterintenzionale ed occultamento di cadavere ai danni della persona di Marina Di Modica.
Nella seconda metà degli anni novanta alcuni omicidi a sfondo sessuale martoriarono la città di Torino, per di più le vittime erano tutte prostitute. Mentre gli inquirenti brancolavano nel buio, la troupe di Compagnoni riuscì per prima a decifrare il mistero, scoprendo con grande sconcerto che il serial killer Maurizio Minghella proprio nel periodo degli omicidi era in semilibertà. 
Dopo alcune scorribande i Carabinieri fermarono il Minghella e lo incastrarono grazie alla prova del DNA.
Dal 2000 in poi il regista si è occupato di altri numerosi misteri italiani, come il sequestro e l'uccisione di un camionista in Repubblica Ceca, l'assassinio di Massimo Ubert, l'omicidio di Katia Gabrielli, la scomparsa del giovane Nicola Bevilacqua, l'incredibile sparizione dell'imprenditore pugliese Giovanni Arsieni, avvenuta ad Istanbul; il giallo dell'imprenditore umbro Gian Paolo Mommi, l'omicidio di Nicola Di Paolo, l'inspiegabile scomparsa di Maria Careglio.
Nel giugno 2001 viene trovato il corpo senza vita della giovane studentessa Serena Mollicone in un bosco nei pressi di Arce. Dopo pochi giorni la troupe guidata da Compagnoni inizia ad occuparsi del caso a tempo pieno, raccogliendo una consistente quantità di documentazione e materiale video; le indagini risultano fin dall'inizio macchinose, l'ambiente è omertoso e i depistaggi non si fanno attendere. Addirittura la troupe Rai durante lo svolgimento di alcune riprese nel luogo in cui è stato ritrovato il cadavere, coglie un giovane Carabiniere alla guida di un'auto identica a quella del padre della vittima poi dileguatasi a folle velocità e a fari spenti.
Il 20 aprile 2003, domenica di Pasqua, sparisce in pieno giorno da Aosta una giovane di origini coreane, Erika Ansermin. Da sette anni il reporter romano indaga sul caso, dopo aver portato alla luce alcuni sorprendenti retroscena della vita privata della giovane e del fidanzato di essa, un avvocato di nome Cristian, deceduto nel 2007 dopo una lunga malattia. Anche in questa vicenda numerosi depistaggi ed insabbiamenti ne hanno caratterizzato lo svolgimento: in un primo momento sembra si voglia far credere ad un suicidio, poi entrano in scena alcuni fantomatici avvistamenti, in un secondo momento viene seguita anche una pista Svizzera, dopo poco accantonata. 
Il caso ad oggi rimane aperto.
Nel 2009 pubblica per Kaos edizioni il libro inchiesta Il Filatelico, dossier sul principale indagato per i casi Bini-Di Modica, l'agente di commercio della Bolaffi, Paolo Stroppiana.
Il libro ha riscosso un buon successo di vendite.

## Pubblicazioni
- Enrico Compagnoni, Il Filatelico, Milano, Kaos, 2009, ISBN 978-88-7953-209-9.
- Enrico Compagnoni, Susanna Spezia, Città ribelle 1943-1944. La Roma che resiste raccontata ai ragazzi, 1ª edizione 2014. ISBN 9788891066909